# Pierregot
Pierregot (Pièrgou in Picard) ist eine französische Gemeinde mit 282 Einwohnern (Stand 1. Januar 2022) im Département Somme in der Region Hauts-de-France. Sie gehört zum Arrondissement Amiens und zum Kanton Corbie.

## Bevölkerungsentwicklung

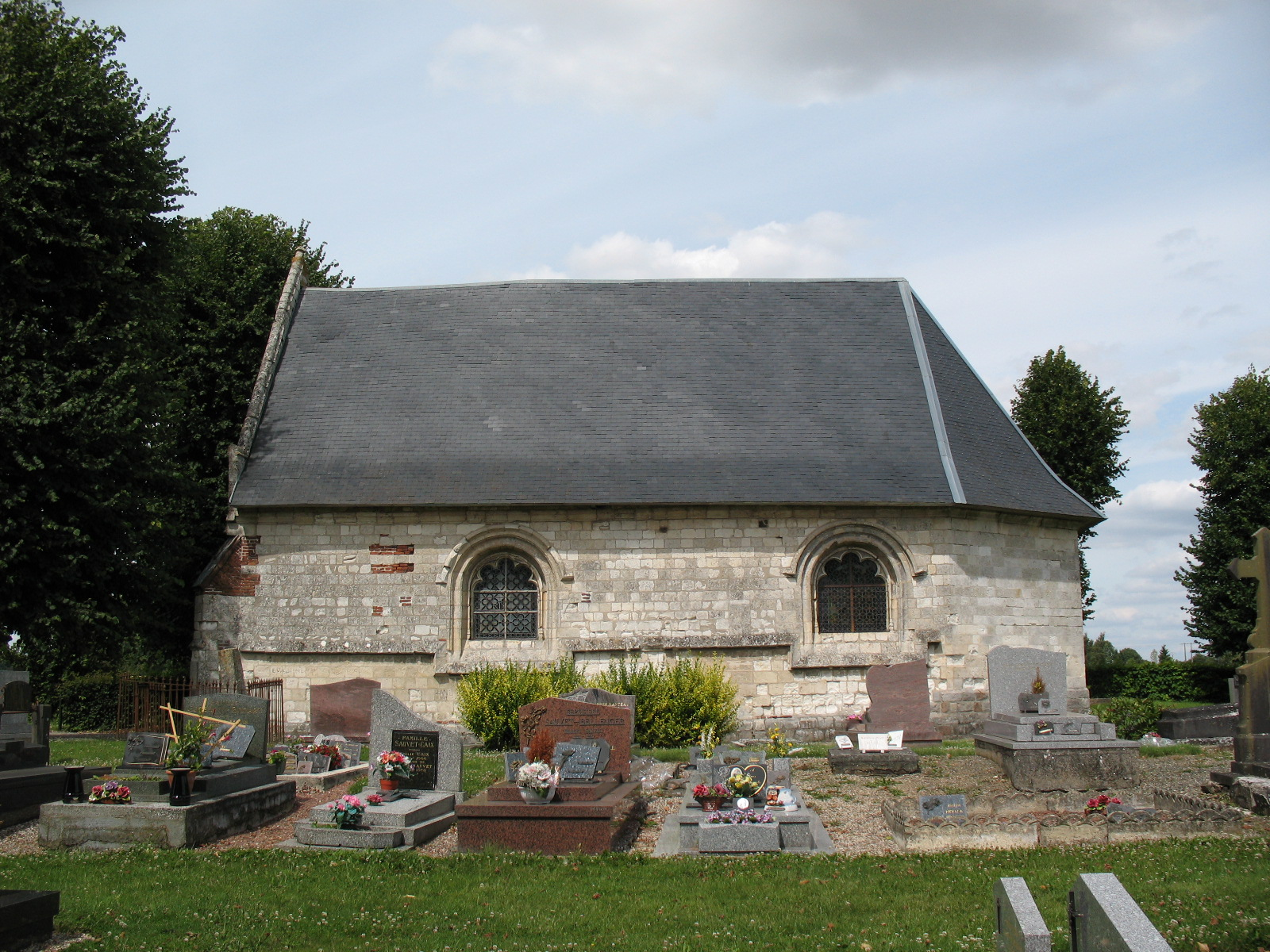
Kapèle Notre-Dame O Pie

- 1962: 153
- 1968: 179
- 1975: 180
- 1982: 211
- 1990: 250
- 1999: 243
- 2012: 257
- 2018: 282